# Firelord (jeu vidéo)
Pour les articles homonymes, voir Firelord.
Firelord est un jeu d'action-aventure écrit par Stephen Crow et publié en 1986 pour ZX Spectrum, Amstrad CPC et Commodore 64 par Hewson Consultants. Le thème d'ouverture du jeu a été composé par Ben Daglish. 

## Trame
Le joueur contrôle le chevalier Sir Galaheart qui doit explorer le royaume maudit de Torot dans sa quête de retrouver les quatre charmes de la jeunesse éternelle. L'Evil Queen (Reine du Mal en français) a persuadé le Dragon de se séparer de la Firestone (Pierre de feu en français) sacrée et l'a utilisée pour maudire le royaume par des apparitions fantomatiques et des boules de feu mortelles. La Reine ne l'abandonnera qu'en échange des quatre charmes recherchés par le héros. 

## Système de jeu
Galaheart est initialement sans défense et doit rapidement trouver un cristal enchanté pour se protéger des apparitions maudites que la Reine a invoqué dans tout le royaume. Il doit ensuite explorer le territoire, détruire les apparitions et rechercher des indices sur l'emplacement des quatre charmes.  
Le joueur peut faire des échanges avec les habitants pour obtenir des sorts, des informations et des objets. Il peut également tenter de les voler, mais être pris en flagrant délit de vol entraîne un procès dans lequel le joueur doit tenter d'arrêter trois flèches tournant de plus en plus rapidement sur « innocent » plutôt que sur « guilty » (coupable en français). Les objets ne peuvent être volés que si le joueur a déjà suffisamment d'objets sur lui pour être en mesure de les échanger contre ceux qu'il espère dérober. Des cristaux enchantés dispersés à travers le royaume peuvent être récupérés par le joueur qui peut les utiliser comme monnaie d'échange. 
Galaheart dispose de plusieurs types d'énergie auxquels le joueur doit veiller au cours de ses parties : 
- Une barre d'énergie diminuant constamment, qui est réduite davantage au contact d'une apparition et qui peut être restaurée en collectant de la nourriture
- Une barre « trading energy » (énergie de négoce en français) qui diminue durant les échanges et pouvant être restaurée en collectant des jetons de négoce
- Une barre « weapon energy » (énergie d'armement en français) qui diminue lors d'un tir et qui peut être restaurée en collectant de petits cristaux.

Galaheart dispose d’un nombre initial de vies qui peuvent être perdues lorsque le joueur est à cours d’énergie, rentre en collision avec une boule de feu ou est d’exécuté après avoir été puni d'un vol. Des vies supplémentaires peuvent être obtenues en récupérant celles dispersées dans tout le royaume. La plupart des objets récupérables sont de type fixe, mais certains permettent de choisir un type spécifique. 
Lorsque le jeu se termine (en rendant la Firestone ou en perdant toutes ses vies), le joueur obtient un classement de type pseudo-médiéval allant de serf à divers titres de noblesse anglais jusqu'à la récompense ultime de « Firelord » (seigneur de feu en français). Pour atteindre le plus haut rang, le joueur doit réussir à voler le Firestone plutôt que de l'obtenir en échange des quatre charmes. Cependant, la pierre ne peut être volée que si le joueur dispose des quatre charmes pour initier l'échange, comme c'est le cas pour tout autre tentative de vol. 